# Le Flon
Le Flon es una comuna suiza del cantón de Friburgo, situada en el distrito de Veveyse. Limita al norte con las comunas de Siviriez y Vuisternens-devant-Romont, al este con La Verrerie y Saint-Martin, al sur con Oron (VD), y al oeste con Chapelle (Glâne), Rue y Ursy.
La comuna de Le Flon es el resultado de la fusión de las antiguas comunas de Bouloz, Pont (Veveyse) y Porsel.